# Прогресс М-45
Прогресс М-45 — транспортный грузовой космический корабль (ТГК) серии «Прогресс», запущен к Международной космической станции. 5-й российский корабль снабжения МКС. Серийный номер 245.

## Цель полёта
Доставка на МКС более 2500 килограммов различных грузов, в числе которых топливо для двигательных установок орбитальной станции, кислород, воздух, питьевая вода, приборы для научных экспериментов, бортовая документация, контейнеры с продуктами питания, посылки для экипажа. Доставка японской и французской аппаратуры и оборудования для проведения космических экспериментов. Комплекты видео- и фотоаппаратуры.

## Хроника полёта
- 21.08.2001, в 12:23:54.184 (MSK), (09:23:54.184 UTC) — запуск с космодрома Байконур;
- 23.08.2001, в 13:51:11 (MSK), (09:51:11 UTC) — осуществлена стыковка с МКС к стыковочному узлу на агрегатном отсеке служебного модуля «Звезда». Процесс сближения и стыковки проводился в автоматическом режиме;
- 22.11.2001, в 19:12:01 (MSK), (16:12:01 UTC) — ТГК отстыковался от орбитальной станции и отправился в автономный полёт. Окончил своё существование 22.11.2001, в 21:35:23 UTC.

## Перечень грузов
Суммарная масса всех доставляемых грузов: 2561 кг
| Название                                                              | Масса (кг) |
| --------------------------------------------------------------------- | ---------- |
| Топливо в баках системы дозаправки                                    | 640        |
| Газ в баллонах средств подачи кислорода (СрПК):                       |            |
| Воздух                                                                | 41         |
| Вода в баках системы «Родник»                                         | 210        |
| Топливо в КДУ для нужд МКС                                            | 250        |
| Грузы, доставляемые в герметичном отсеке (суммарная масса — 2561 кг): |            |
| Оборудование для систем:                                              |            |
| обеспечения газового состава (СОГС)                                   | 29         |
| водообеспечения (СВО)                                                 | 63         |
| обеспечения теплового режима (СОТР)                                   | 46         |
| Оборудование для дооснащения и обслуживания бортовых систем           | 30         |
| Научная аппаратура                                                    | 182        |
| Теле-видео аппаратура                                                 | 52         |
| Контейнеры с рационами питания, свежие продукты                       | 581        |
| Медицинское оборудование                                              | 267        |
| Бельё, средства личной гигиены и индивидуальной защиты                | 140        |
| Оборудование для ФГБ «Заря»                                           | 12         |
| Бортдокументация, посылки для экипажа, комплект для фотоаппаратуры    | 18         |